# 雉鸡
雉鸡（学名：Phasianus colchicus）又名雉雞，俗稱野鸡、華蟲，是雉科雉属的鳥類。雄性雉鸡的羽毛非常多樣，從幾乎白色到幾乎黑色都有，這是由於馴化及與綠雉雜交，加上放生不同的亞種雜交的結果；雌鳥則維持棕色、灰色的樣子，在各個大陸的外貌差別不大。目前的地球上，在東亞、歐洲、北美、澳洲均有雉鸡的大量分佈，並且經常混血，所以沒有一個特定的分類。

## 生物特徵
雄鳥體長約76-89公分。尾長，黑色有條紋，占體長近50公分。身體羽色通常為棕褐色，有多種變型，頭部深綠色，有小型冠羽和紅色眼斑肉垂。白色頸環有或退化。
雌鳥體長約53-63公分，其中尾部大約20公分。羽色單調，全身為有雜斑的棕褐色至灰色。稚鳥體色和雌鳥一樣，大約孵化後10個禮拜雄鳥才會在頭、胸、背部長出亮麗的羽毛。

### 生态环境
雉鸡原產於亞洲，自然分布於自高加索山脈南北麓到中亚、蒙古、西伯利亞、朝鮮半島，中国（除西藏羌塘高原及海南）、越南北部及缅甸东北部的廣大地區。該鳥可以在农田附近的丘陵、山区灌丛、草丛、林缘草地、山麓草场、江湖边苇塘發現。
雖然雉鸡有飛行能力，但牠們比較偏好奔跑。平時的飛行速度只有每時43-61公里，但在被追逐時，可以加速到每時90公里。
雉鸡只在地面覓食，但夜間會飛到樹上棲息。牠們的食性很廣，主食為果實、穀物和種子，有時也會吃昆蟲、蚯蚓、蝸牛等小動物。
雉鸡為一夫多妻制，一尾雄鳥常伴隨著與多尾雌鳥。雉鸡在地面築巢，在4月到6月的繁殖期會在2-3星期內產下約10顆蛋。孵卵期約23-26日。稚鳥會待在雌鳥身邊數個星期；成長迅速，約15個星期變為成鳥。

### 引入種
作為狩獵鳥，被人为引入歐洲、北美洲、夏威夷、智利、澳大利亞和紐西蘭等地。如指名亞種P. c. colchicus，最晚是由羅馬人引入歐洲。雉鸡在10世紀左右被帶入英國，但在17世紀左右絕跡，1830年左右重新引入。
雉鸡約在1857年引入北美。其中主要是华东亚种P. c. torquatus。主要分布於北美的草原地區，是南達科他州的州鳥。

## 分类

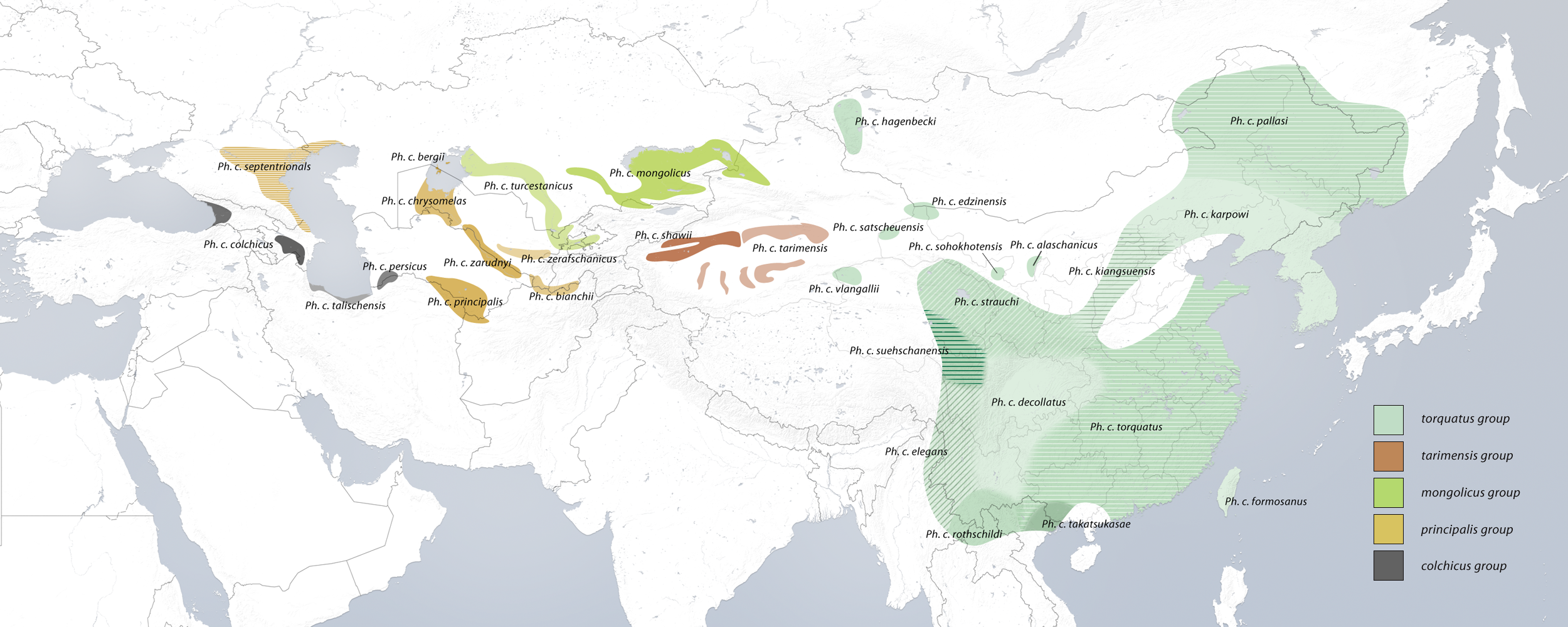
環頸雉各個亞種的分布

環頸雉根據不同分類學家的分類有不同的分法，約分為30個亞種：這是根據雄鳥的羽色分類，雌鳥基本上無法辨識，非常難確認屬於那一個亞種。

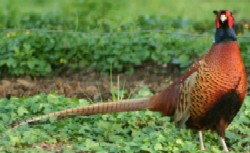
高加索類型的雄鳥

- 黑頸環頸雉：沒有頸環。翼暗黃至褐色，尾上覆羽鏽色至栗色。
  - 南方亞種 - P. c. colchicus Linnaeus, 1758：分布於外高加索西部至黑海東岸，被引入歐洲、北美和紐西蘭等地。
  - 波斯亞種 - P. c. persicus Severtzov, 1875：分布於裏海東南岸。
  - 北方亞種 - P. c. septentrionalis Lorenz, 1888：分布於高加索山脈北部。
  - 高加索亞種 - P. c. talischensis Lorenz, 1888：分布於裏海西南岸至南岸。
- 白翅環頸雉：沒有或退化頸環。翼白色，尾上覆羽及全身羽毛青銅色至褐色
  - P. c. bianchii Buturlin, 1904：分布於阿姆河河谷上游。
  - P. c. chrysomelas Severtzov, 1875：分布於阿姆河河谷下游、土庫曼斯坦。
  - P. c. principalis P. L. Sclater, 1885：分布於Murghab河谷及綠洲，屬阿富汗及塔吉克斯坦。
  - P. c. zarudnyi Buturlin, 1904：分布於阿姆河河谷中游。
  - P. c. zerafschanicus Tarnovski, 1893：撒馬爾罕地區

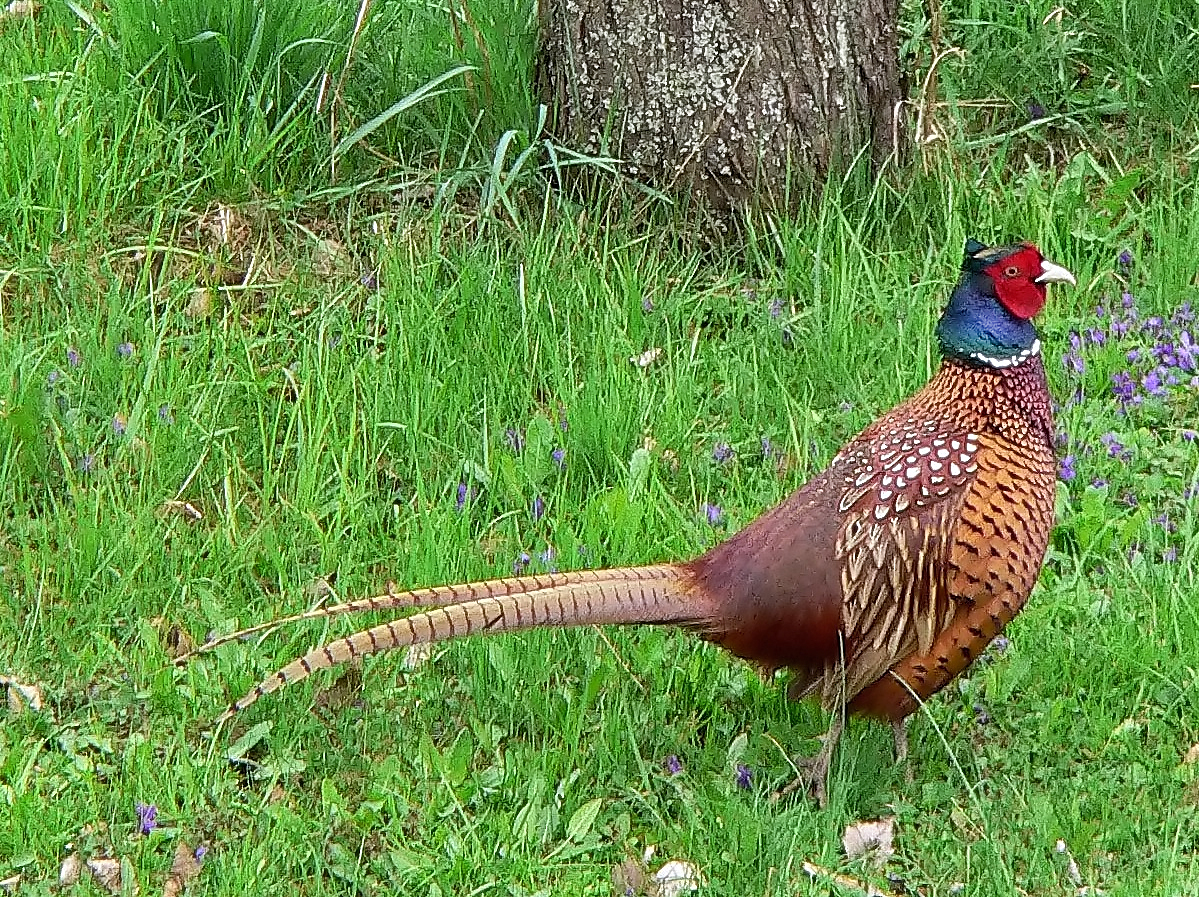
高加索與蒙古類型的雜交雄鳥

- 吉爾吉斯環頸雉：闊頸環。翼白色，尾上覆羽鏽色至栗色，全身羽毛銅色。
  - 準噶爾亞種 - P. c. mongolicus Brandt, 1844：分布於阿爾泰與蒙古地區
  - P. c. turcestanicus Lorenz, 1896：锡尔河，土庫曼斯坦。
- 塔里木環頸雉：沒有或退化頸環。翼暗黃至褐色，尾上覆羽深卡其色至淡橄欖色。
  - 莎车亚种 - P. c. shawii Elliot, 1870：叶尔羌河地區，莎車地區。
  - 塔里木亚种 - P. c. tarimensis Pleske, 1889：焉耆、且末县至羅布泊

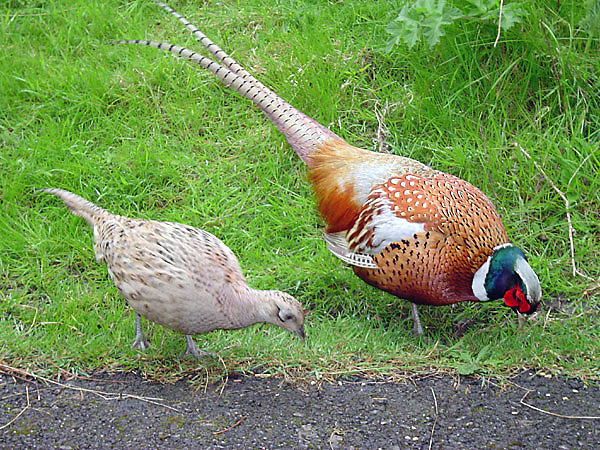
東亞類型的雄鳥和雌鳥，左♀右♂

- 灰臀環頸雉：通常闊頸環。翼棕褐色至淡灰色 (有些幾乎白色)，尾上覆羽灰色至淺灰藍色，羽端為橘色。頭頂淡灰色。
  - 贺兰山亚种 - P. c. alaschanicus Alpheraky & Bianchi, 1908：分布於賀蘭山西側。
  - 贵州亚种 - P. c. decollatus Swinhoe, 1870：四川東部、湖北西部、雲南東北部及貴州。
  - 弱水亚种 - P. c. edzinensis Sushkin, 1926：额济纳河下游、戈壁中部。
  - 川南亚种 - P. c. elegans Elliot, 1870：四川西南部山區、雲南西北、緬甸掸邦北部。
  - 台灣亞種 - P. c. formosanus Elliot, 1870：台灣特有亞種，僅見於本島。
  - P. c. hagenbecki Rothschild, 1901：分布於蒙古科布多河谷。
  - 河北亚种 - P. c. karpowi Buturlin, 1904：河北東北部、滿洲南部、朝鮮半島、濟州島、對馬島；被引入日本北海道、本州、九州及台灣等地。
  - 内蒙亚种 - P. c. kiangsuensis Buturlin, 1904：河北西部、山西北部、陝西北部及蒙古東南部。
  - 东北亚种 - P. c. pallasi Rothschild, 1903：分布於西伯利亞東南部、滿洲中部至河北北部。
  - 滇南亚种 - P. c. rothschildi La Touche, 1922：分布於雲南東南部山區及越南東京北部。
  - 祁连山亚种 - P. c. satscheuensis Pleske, 1892：祁連山北部。
  - 阿拉善亚种 - P. c. sohokhotensis Buturlin, 1908：分布於Sohokhoto綠洲，賀蘭山南部。
  - 甘肃亚种 - P. c. strauchi Prjevalsky, 1876：甘肅、陝西中部、四川東北部。
  - 川北亚种 - P. c. suehschanensis Bianchi, 1906：岷山南側，四川西北部。
  - 广西亚种 - P. c. takatsukasae Delacour, 1927：諒山，越南東京東部。
  - 华东亚种 - P. c. torquatus Gmelin, 1789：華東地區，從黃河以南至越南東京東北部；被引入北美、歐洲、紐西蘭等地。
  - 青海亚种 - P. c. vlangalii Prjevalsky, 1876：柴達木東部。

一些鳥類學者把綠雉的四個亞種也分入環頸雉。綠雉原產於日本本州、四國及九州，胸、腹部深綠色，沒有白色頸圈。與環頸雉的雜交使得個別個體變得難以辨認。

## 圖集

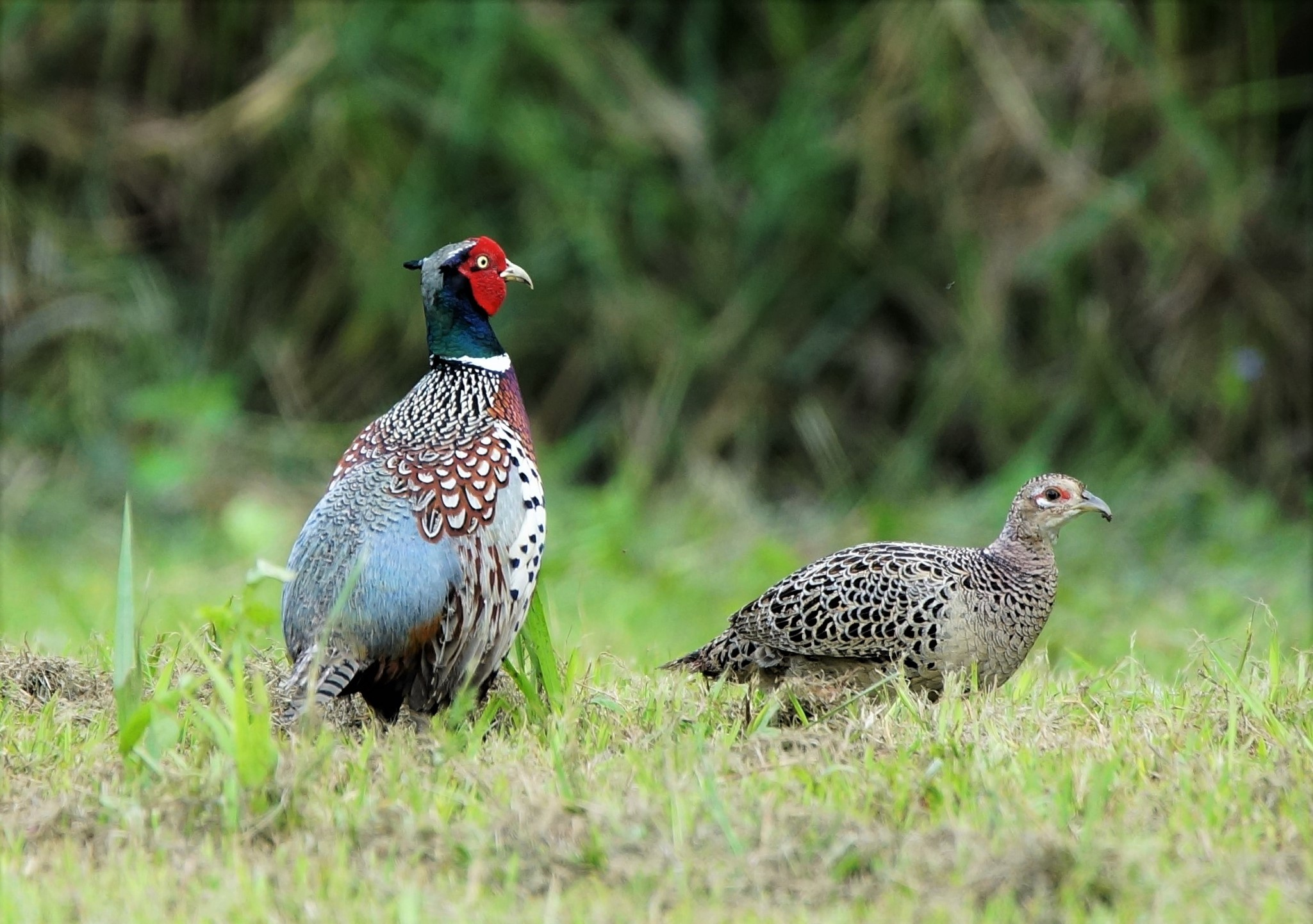
臺灣特有亞種環頸雉
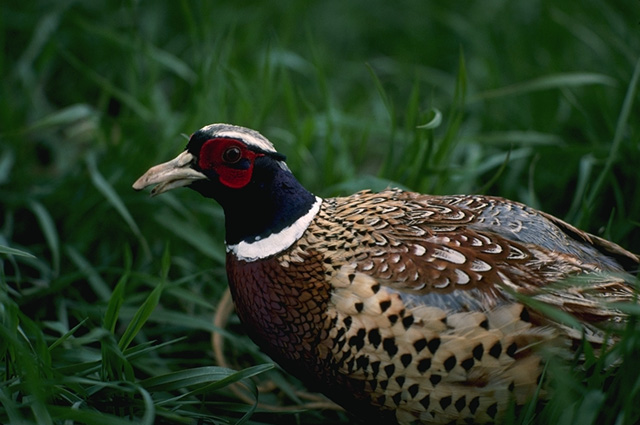
雉鸡（雄）Phasianus colchicus
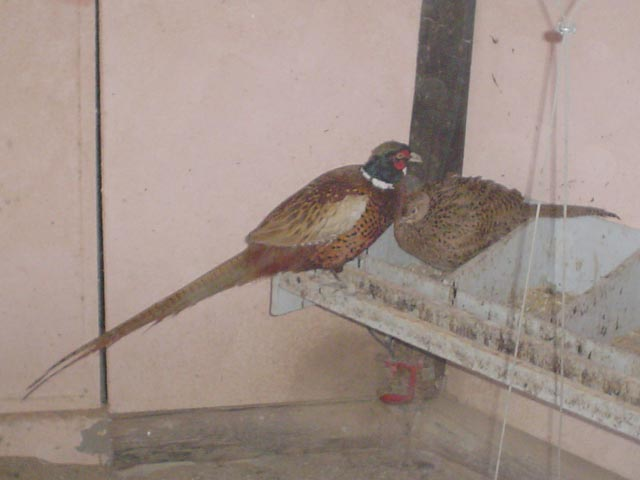
雄
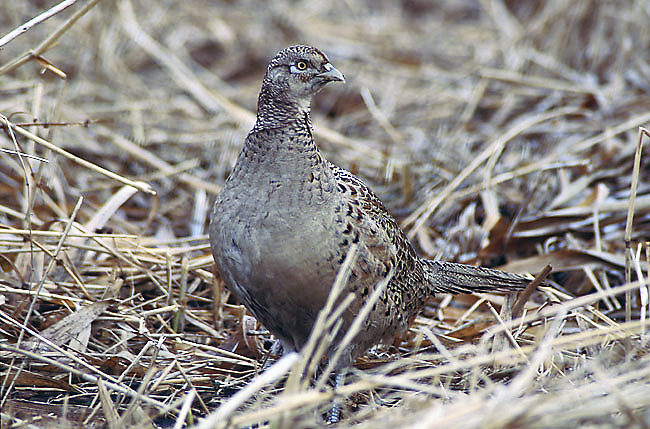
雌雉
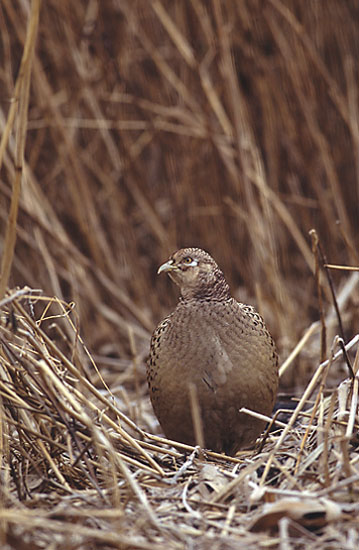
雌雉
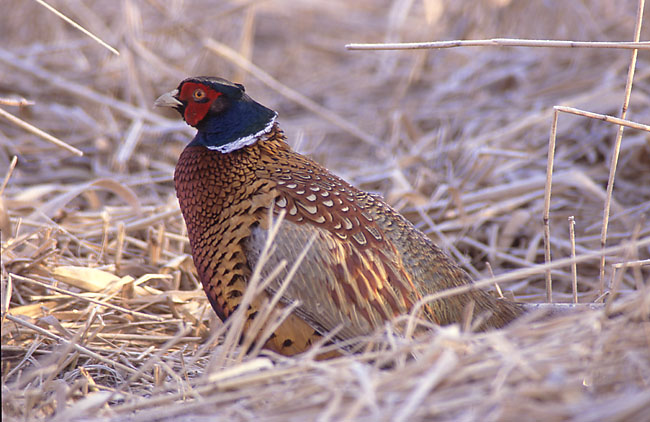
雄雉
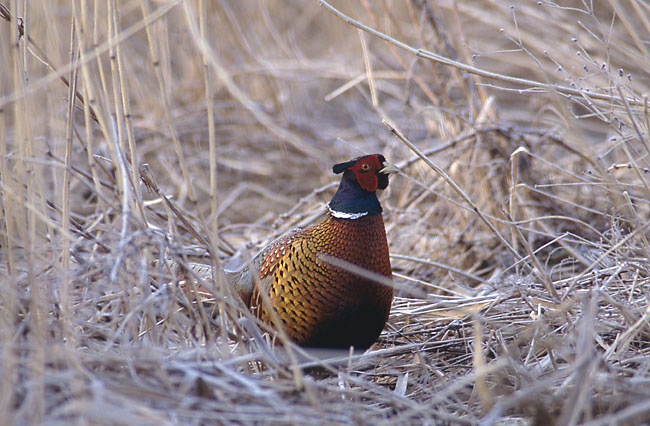
雄雉
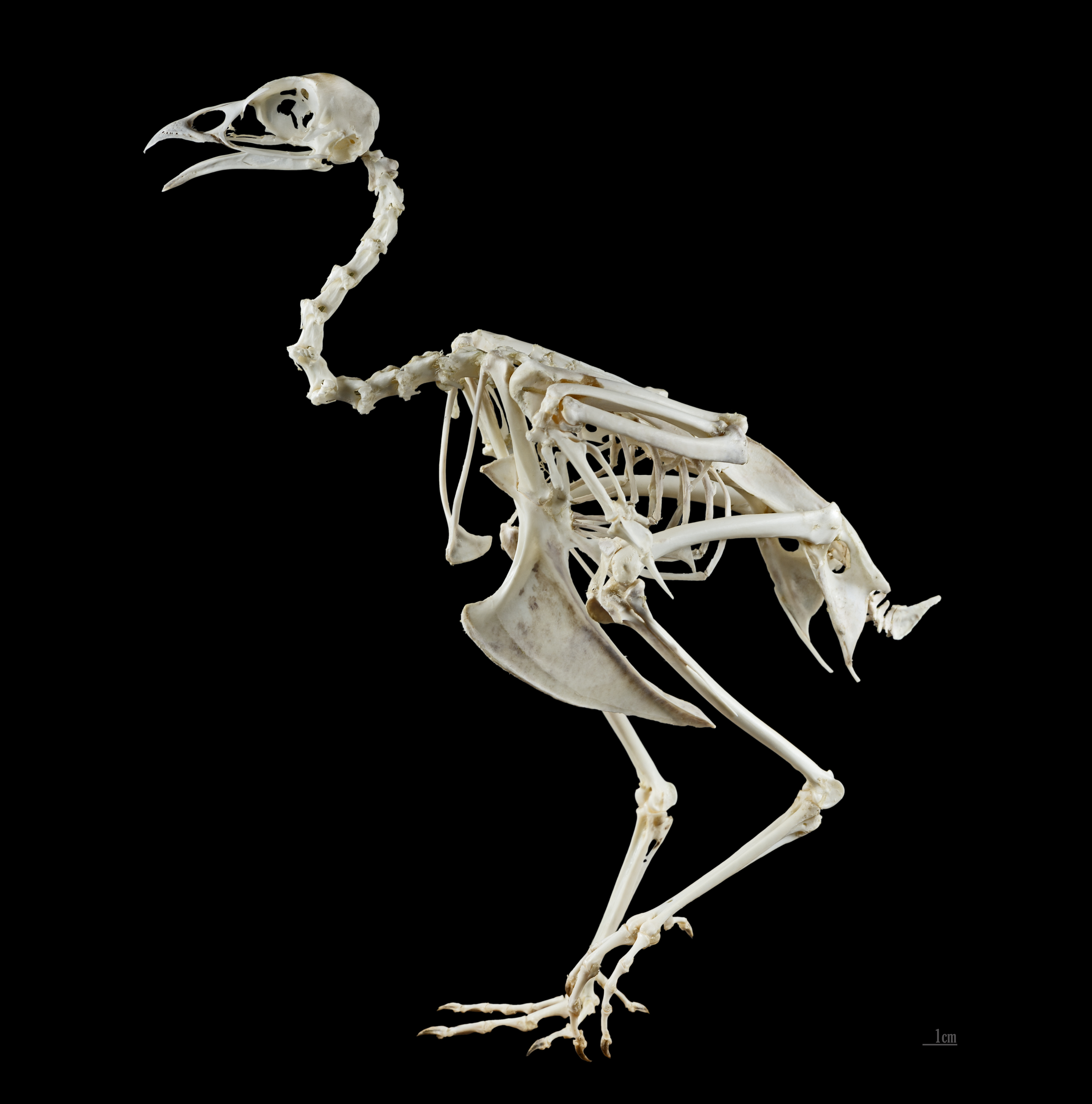
骨骼系統
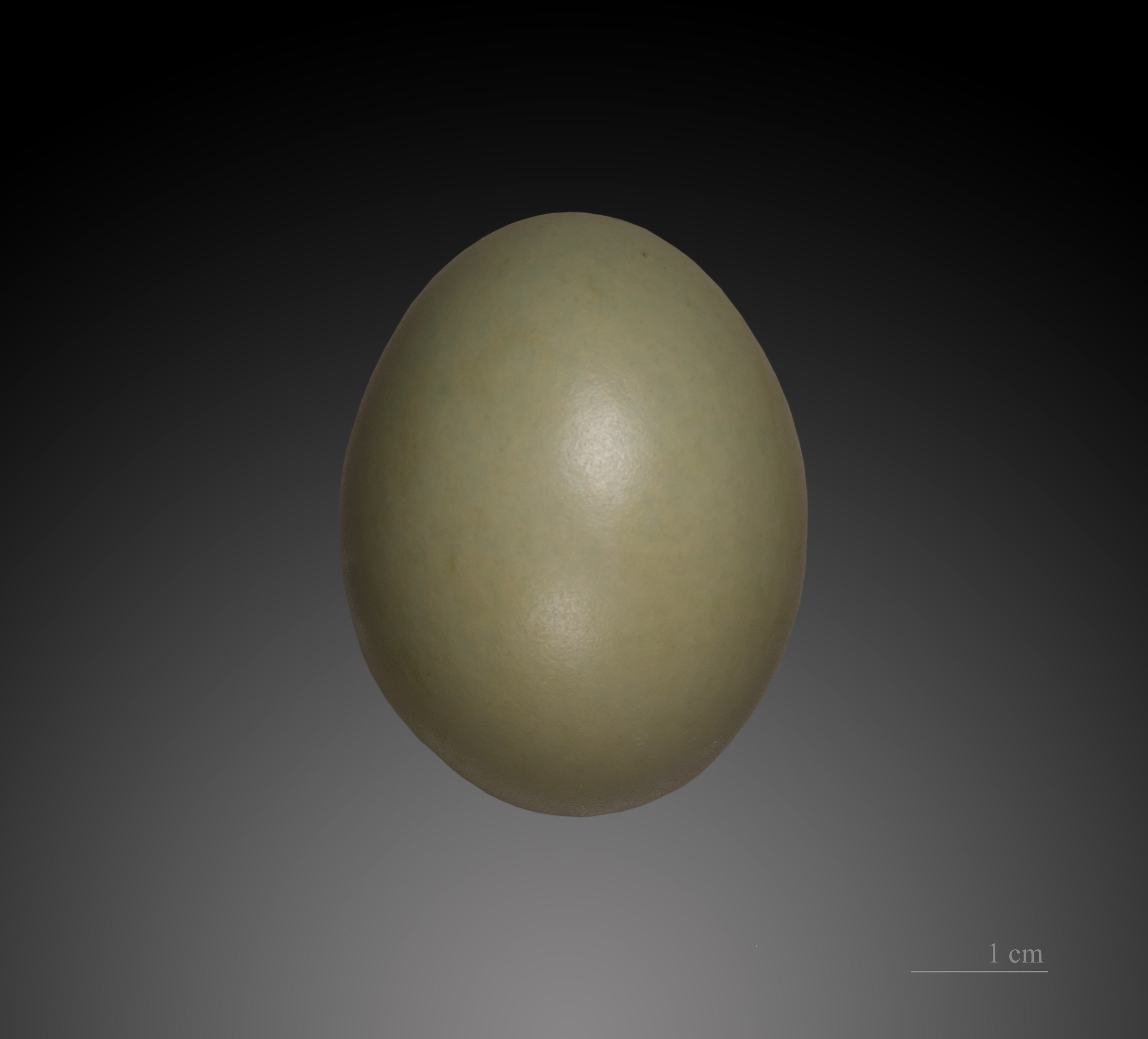
Phasianus colchicus
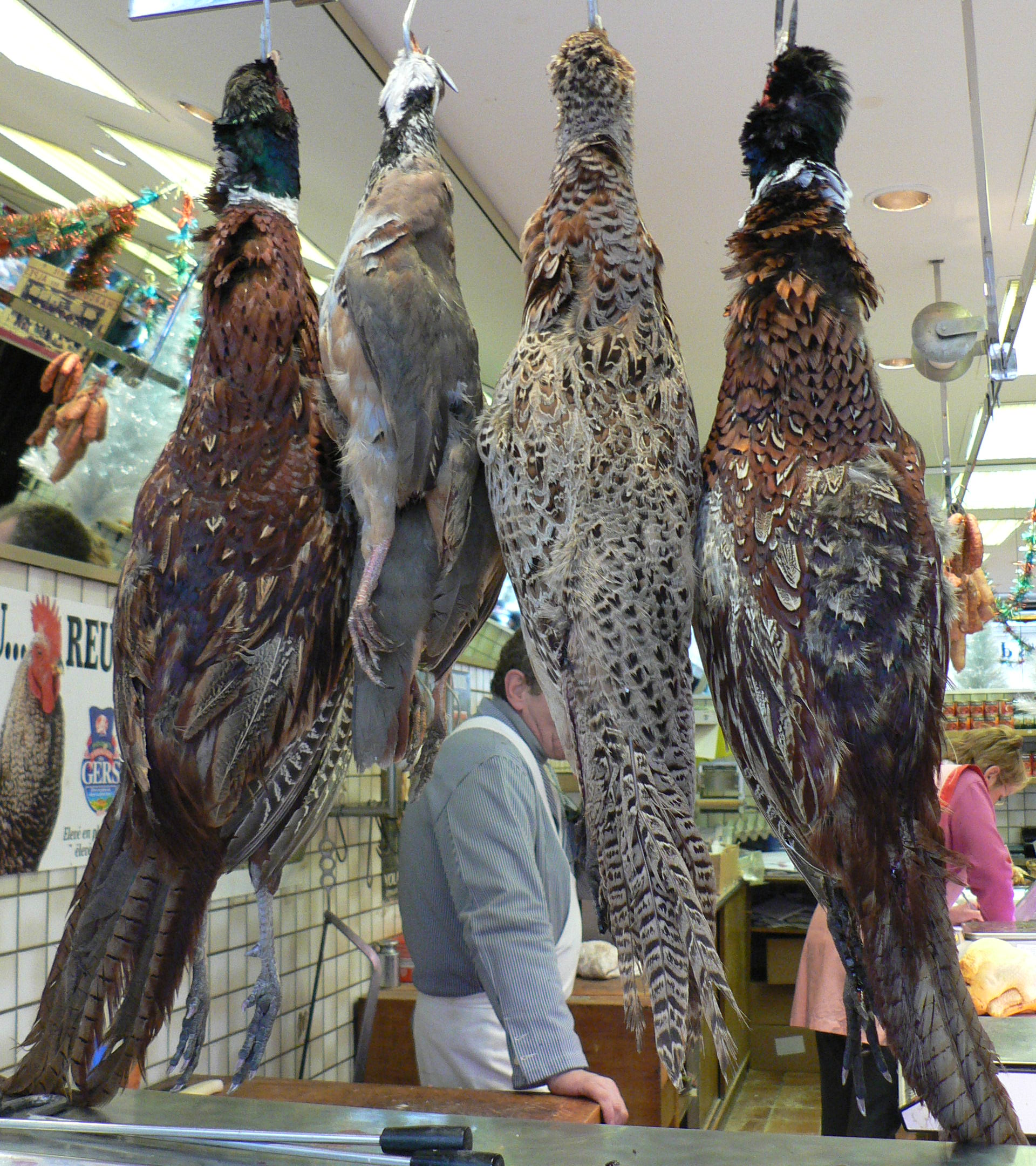
市場上販賣的雉

## 延伸阅读
[在维基数据编辑]
 《欽定古今圖書集成·博物彙編·禽蟲典·雉部》，出自陈梦雷《古今圖書集成》